# SV Wehen Wiesbaden
Maillots
Actualités
Le SV Wehen (SV 1926 Wehen) est un club de football allemand basé à Taunusstein-Wehen, la section football professionnel est basée à Wiesbaden. 
Les coordonnées géographiques du stade sont : 50° 09′ 35,9″ N, 8° 11′ 01,96″ E.

## Historique
- 1926 : Fondation du club
- 2007 : Montée en 2. Bundesliga, transfert de l'équipe professionnelle à Wiesbaden et renommage du club en SV Wehen Wiesbaden
- 2009 : Relégation en 3. Liga, malgré une mauvaise saison le club réussit à se qualifier pour les quarts de finale de la Coupe d'Allemagne

## Palmarès
- Championnat de Regionalliga Sud (D3) :
  - Champion : 2007